# مورنیکو لوسانا
مورنیکو لوسانا (به ایتالیایی: Mornico Losana) یک کومونه در ایتالیا است که در استان پاویا واقع شده‌است.

## خصوصیات
مورنیکو لوسانا ۸٫۲ کیلومترمربع مساحت و ۷۲۷ نفر جمعیت دارد.